# Пфафенхаузен
Пфафенхаузен (њем. Pfaffenhausen) град је у њемачкој савезној држави Баварска. Једно је од 52 општинска средишта округа Унтералгој. Према процјени из 2010. у граду је живјело 2.372 становника. Посједује регионалну шифру (AGS) 9778187.

## Географски и демографски подаци
Пфафенхаузен се налази у савезној држави Баварска у округу Унтералгој. Град се налази на надморској висини од 563 метра. Површина општине износи 21,1 km². У самом граду је, према процјени из 2010. године, живјело 2.372 становника. Просјечна густина становништва износи 112 становника/km².

## Међународна сарадња
| Мјесто   | Држава  | Врста сарадње | Од    |
| -------- | ------- | ------------- | ----- |
| Масињано | Италија | партнерство   | 1985. |
| Извор    |         |               |       |